# Ocoyoacac (kommun)
Ocoyoacac är en kommun i Mexiko.   Den ligger i delstaten Mexiko, i den sydöstra delen av landet, 40 km sydväst om huvudstaden Mexico City. Antalet invånare är 61 805.
Följande samhällen finns i Ocoyoacac:
- Ocoyoacac
- San Jerónimo Acazulco
- El Pedregal de Guadalupe Hidalgo
- El Llano del Compromiso
- Loma Bonita
- Colonia el Pirame
- San Antonio el Llanito
- Loma de los Esquiveles
- Colonia Ejidal Emiliano Zapata
- Texcalpa
- Colonia Ortiz Rubio
- Jajalpa
- Ejido la Campana
- Colonia Flores del Rincón
- Colonia el Bellotal
- Colonia la Joya
- San Isidro Tehualtepec
- El Portezuelo
- La Lomita
- Joquicingo